# Cantonul Argentré
Cantonul Argentré este un canton din arondismentul Laval, departamentul Mayenne, regiunea Pays de la Loire, Franța.

## Comune
| Comune                 | Populație (1999) | Cod poștal | Cod INSEE |
| ---------------------- | ---------------- | ---------- | --------- |
| Argentré               | ...              | 53210      | 53007     |
| Bonchamp-lès-Laval     | ...              | 53960      | 53034     |
| Châlons-du-Maine       | ...              | 53470      | 53049     |
| La Chapelle-Anthenaise | ...              | 53950      | 53056     |
| Forcé                  | ...              | 53260      | 53099     |
| Louverné               | ...              | 53950      | 53140     |
| Louvigné               | ...              | 53210      | 53141     |
| Montflours             | ...              | 53240      | 53156     |
| Parné-sur-Roc          | ...              | 53260      | 53175     |